# جنرال الکتریک ال‌ام۵۰۰
جنرال الکتریک ال‌ام۵۰۰ (به انگلیسی: General Electric LM500)  یک توربین گازی دریایی و صنعتی ساخت شرکت جی‌ئی اوییشن در کشور ایالات متحده آمریکا است.